# مجله فراروانشناسی
مجله فراروانشناسی (Parapsychology) یک مجله دانشگاهی است که هر دو سال یکبار در مورد پدیده‌های psi از جمله تله پاتی، روشن بینی، پیش‌شناخت، و روان‌گردانی و به‌طور کلی آگاهی انسان منتشر می‌شود.
این مجله در آوریل ۱۹۳۷ توسط جوزف بنکس راین در مرکز تحقیقات راین با سردبیری سالی اَن دروکر منتشر شد. این مجله در PsycINFO نمایه شده‌است. گزارش‌های تحقیقاتی، بحث‌های نظری، بررسی کتاب‌ها و مکاتبات، و همچنین چکیده مقالات ارائه‌شده در نشست سالانه انجمن Parapsychology را منتشر می‌کند.